# نورث غلينغاراي (أونتاريو)
نورث غلينغاراي، أونتاريو (بالإنجليزية: North Glengarry)‏ هي مدينة كندية تقع في مقاطعة أونتاريو. تبلغ مساحة هذه المدينة 642.4042 (كم²)، ويبلغ عدد سكانها 10635 نسمة حسب إحصاء سنة 2006 م، بينما كان يسكنها 10589 نسمة في سنة 2001 م. تحتل هذه المدينة المرتبة رقم 357 بين مدن كندا حسب عدد السكان والمرتبة رقم 137 في المقاطعة. نما عدد السكان في هذه المدينة بنسبة (0.4) بين العامين المذكورين.

## أعلام
- جون ألان لي
- جون بينيت

## وصلات خارجية
- الأطلس الحكومي لكندا
- إحصاءات كندا مع ساعة تعداد السكان